# Günz (Westerheim)
Günz ist ein Ortsteil der Gemeinde Westerheim im Landkreis Unterallgäu in Bayern und liegt am gleichnamigen Fluss Günz.

## Lage
Das Pfarrdorf Günz liegt etwa 13 Kilometer östlich von Memmingen in Bayerisch-Schwaben in der Region Donau-Iller.

## Geschichte
Bereits im 12. Jahrhundert war das Kloster Ottobeuren im Dorf Günz begütert. Daneben war im Mittelalter auch das Bistum Augsburg Grundherr in Günz. Die meisten landesherrlichen Rechte in Günz waren bis 1380 in der Hand Ottobeurens, dann in denen von Bürgern und Einrichtungen der Reichsstadt Memmingen. Wesentlich 1468 kam das Dorf wieder an Ottobeuren.
In der frühen Neuzeit gehörte Günz nun bis zur Säkularisation Anfang des 19. Jahrhunderts zum Staat des Klosters Ottobeuren und war somit Bestandteil des Schwäbischen Kreises. Günz war eine der 18 Dorfschaften Ottobeurens. Ein Hof war Bestandteil der Herrschaft Mindelheim.
Anfang des 19. Jahrhunderts wurde Günz zusammen mit dem ottobeurischen Territorium Bayern einverleibt. Dort bildete es eine selbständige Gemeinde und hatte den Status eines Pfarrdorfs. Teil der Gemeinde war das benachbarte Dorf Rummeltshausen.
Am 1. Mai 1978 wurde die Gemeinde Günz in die Gemeinde Westerheim eingegliedert.

## Verkehr
Das Dorf Günz ist durch die Dorfstraße an Westerheim und die von Memmingen nach München führende Bundesautobahn 96 an das überörtliche Straßennetz angebunden.

## Bildung
- Im Ort gibt es einen Kindergarten.